# Douglas Gough
Douglas Owen Gough (FRS) (* 8. Februar 1941) ist ein britischer Astronom.

## Leben
Gough studierte zu Beginn am Department of Applied Mathematics and Theoretical Physics (DAMTP) an der University of Cambridge. Er setzte sein Studium fort am Joint Institute for Laboratory Astrophysics mit John Cox und Carl Hansen und am Goddard Institute for Space Studies von 1967 bis 1969 mit Alar Toomre. Von 1999 bis 2004 war er Direktor am Institut für Astronomie der University of Cambridge, wo er 2008 in den Ruhestand ging.
Gough ist Mitglied der IAU und auswärtiges Mitglied der Königlich Dänischen Akademie der Wissenschaften.

## Auszeichnungen
- 2002 Eddington-Medaille[5]
- 2010 Goldmedaille der Royal Astronomical Society[6]
- 2024 Crafoord-Preis in Astronomie.[7]